# Zozo (film)
Zozo è un film del 2005 diretto da Josef Fares.

## Riconoscimenti
Guldbagge - 2006
Migliore fotografia a Aril Wretblad
Candidatura a miglior film
Candidatura a miglior regista a Josef Fares
Candidatura a migliore sceneggiatura a Josef Fares